# Sulfasalazina
La sulfasalazina pertenece al grupo de las sulfonamidas, al contener azufre, y es un derivado de la mesalazina (ácido 5-aminosalicílico, 5-ASA). Se utiliza principalmente como agente antiinflamatorio en el tratamiento de la enfermedad inflamatoria intestinal (EII) y de la artritis reumatoide, gracias a su efecto inmunomodulador sobre el sistema inmunitario.
Este fármaco no se considera un analgésico. Sus nombres comerciales son Azulfidine, Salazopyrin y Salazodin.

## Indicaciones
La sulfasalazina fue desarrollada en los años 30 para tratar la artritis reumatoide. Durante ensayos clínicos en los 40, pacientes con artritis que también padecían EII (enfermedad inflamatoria intestinal) mostraron una mejoría en los síntomas relacionados con la EII al tomar dicho producto. Ello llevó a su actual utilización como principal medicamento en el tratamiento de la EII, especialmente en la colitis ulcerosa. También se muestra muy efectiva en diversos tipos de artritis, sobre todo la artritis reumatoide, parcialmente en la espondiloartropatía y enfermedades autoinmunes oculares como la uveítis y la iritis.
Recientes estudios británicos desarrollados con animales, han demostrado que la sulfasalazina revierte el proceso de cicatrización hepática asociado a la cirrosis. Aparentemente, unas células llamadas miofibroblastos, que causan tejido de cicatrización en un hígado enfermo, también segregan proteínas que previenen la rotura del tejido de cicatrización. La sulfasalazina parece retardar la secreción de esas proteínas.
Normalmente no se administra a niños menores de 2 años.
Debido a la incidencia más elevada de efectos secundarios, el uso de la sulfasalazina ha ido decreciendo en favor de fármacos como el 5-ASA y otros de sus derivados, a pesar de su costo más elevado.

## Mecanismo de acción
La sulfasalazina es una combinación de la sulfapiridina y de un compuesto similar a la aspirina, el ácido 5-aminosalicílico (5-ASA) o mesalazina. El vínculo entre estos dos compuestos es roto por parte de las bacterias intestinales, lo cual provoca que el ácido 5-ASA sea liberado en los intestinos.La mesalazina es la responsable de la actividad antiinflamatoria de la sulfasalazina, mientras que parece ser que la sulfapiridina es la responsable de la mayoría de los efectos secundarios. La sulfapiridina es absorbida en su mayor parte, metabolizada por el hígado y eliminada con la orina.

## Efectos secundarios
Algunos pacientes experimentan efectos secundarios que pueden incluir náusea, ardores, dolor de cabeza, vértigo, mareo, anemia e irritaciones en la piel. También puede teñir la orina de un color amarillo-naranja.